# Ota Pavel
Otto Popper (Praga, 2 de julio de 1930 – Praga, 31 de marzo de 1973), conocido artísticamente como Ota Pavel, fue un escritor y periodista deportivo checoslovaco. 

## Biografía
Nació en Praga y fue el tercer y último hijo de un comerciante judío, Leo Popper. Cuando tenía 6 años, su familia se mudó a Buštěhrad. Allí Ota Pavel estudió en la escuela primaria que hoy en día lleva su nombre.
Durante la Segunda Guerra Mundial, su padre y los dos hermanos mayores, Jiří y Hugo, fueron trasportados a un campo de concentración. Ota Pavel vivió en Buštěhrad solo con su madre, que no era de origen judío, y durante un corto período de tiempo trabajó como minero. Su padre y sus hermanos volvieron vivos después de la guerra. Ota estudió en un instituto comercial, sin embargo, el examen de bachillerato lo aprobó más tarde, en el año 1960, en un instituto de formación profesional.
Ota Pavel se interesaba mucho por el deporte. Durante un corto período de tiempo fue entrenador del equipo de hockey de la juventud en Sparta Praha, pero sobre todo se dedicó al trabajo de redactor. Entre los años 1949–1956 trabajó como redactor de deportes en Československý rozhlas (Radiodifusión checoslovaca), en los años 1956-1957 ocupó el mismo cargo en la revista Stadion y después pasó unos cuantos años en el semanario de ejército Československý voják (Soldado checoslovaco). En Stadion se publicaron sus primeros intentos literarios, sobre todo folletines del entorno deportivo.
Como trabajaba de periodista deportivo, podía viajar mucho. En el año 1962 acompañó al equipo de fútbol a EE. UU., Francia, Suiza y la URSS.
Después de los Juegos Olímpicos de Invierno en Innsbruck (1964) empezó a sufrir una seria enfermedad mental (probablemente psicosis maniaco-depresiva). A consecuencia de esa enfermedad intentó incendiar una granja cerca de Innsbruck. A causa de enfermedad se jubiló anticipadamente en el año 1966. Sufría depresiones que para él eran peores que el dolor físico y escribía de eso abiertamente. Varias veces se quedó en los sanatorios psiquiátricos y murió de infarto de miocardio a la edad de 42 años en Praga, su ciudad natal.
En el año 2002 en Buštěhrad fue establecido el museo dedicado a la vida y obra de Ota Pavel. La exposición contiene muchas fotografías, documentos y originales objetos personales.

## Obra
Su obra pertenece a la prosa checa de después del año 1945. Las obras de esa época estuvieron muy influidas por la guerra y reaccionaron a ella. La obra de Ota Pavel, además, reaccionó a la temática de los judíos.
Sus obras eran autobiográficas y muchas veces volvía a su niñez en ellas. El libro probablemente más conocido del autor es Smrt krásných srnců (La muerte de los corzos bonitos) y su continuación libre Jak jsem potkal ryby (Cómo encontré a los peces).
Por otra parte, escribió también prosa de temática deportiva, por ejemplo, Dukla mezi mrakodrapy (Dukla entre rascacielos), Plná bedna šampaňského (Caja llena de champán), Pohádka o Raškovi (Cuento de Rašek).

## Smrt krásných srnců (La muerte de los corzos bonitos)
El libro más conocido de Ota Pavel fue publicado en el año 1971 y contiene 7 cuentos donde el autor recuerda su feliz niñez antes de la guerra y también del destino amargo para la familia semi-judía durante la ocupación.
El argumento se desarrolla en Bohemia (Křivoklátsko, el río Berounka, Buštěhrad, Praga…) antes de la Segunda Guerra Mundial, durante ella y después de ella.
El protagonista de los cuentos es el padre, cuya personalidad es descrita por Ota, así que el lector puede ver cómo es el padre desde los ojos de su hijo. El padre es un tipo de donjuán, tiene muy buen sentido del humor, le encanta pescar y ama a su familia. Es un comerciante muy hábil, un hombre muy vital que siempre quiere conseguir sus sueños y no tiene miedo de arriesgar. Nunca se queja del destino y no envidia a nadie. La madre es muy tolerante con él, gentil y cuidadosa.
La relación entre el hombre y la naturaleza y las relaciones entre la gente desempeñan un papel importante en el libro. Además, en los cuentos se pueden encontrar muchos acontecimientos humorísticos y la guerra aparece solo como un escenario de fondo.
El cuento central se llama Smrt krásných srnců (La muerte de los corzos bonitos) y da nombre a toda la colección. Los hermanos mayores de Ota fueron llamados al campo de concentración y el padre deseaba que comieran bien antes de su salida, sobre todo carne. La familia era muy pobre y, como eran judíos, debían respetar una gran cantidad de restricciones y órdenes. Sin embargo, el padre decidió pedir prestado el perro al tío Prošek. Este perro se llamaba Holan y era capaz de cazar los corzos silenciosamente y no llamativamente. Esto era muy peligroso para el padre porque los judíos, por supuesto, no podían cazar. Si lo hubieran atrapado los alemanes, probablemente habría perdido la vida. Al padre le costó mucho trabajo que el perro le obedeciera, pero al final realmente cazó un corzo. Así que consiguió la carne y los hermanos, Hugo y Jiří, pudieron comer hasta hartarse. Y quién sabe, quizás después sobrevivieron en el campo de concentración justo gracias a esta última comida sustanciosa.